# Jack McGrath
Jack McGrath,  ameriški dirkač Formule 1, * 8. oktober 1919, Los Angeles, Kalifornija, ZDA, † 6. november, 1955, Phoenix, Arizona, ZDA.
Jack McGrath je pokojni ameriški dirkač, ki je med letoma 1948 in 1955 sodeloval na ameriški dirki Indianapolis 500, ki je med letoma 1950 in 1960 štela tudi za prvenstvo Formule 1. Najboljši rezultat je dosegel leta 1951, ko je po najboljšem štartnem položaju skupaj z Manuelom Ayulo zasedel tretje mesto in 1954, ko je bil ponovno tretji. Leta 1955 se je smrtno ponesrečil na dirki v Phoenixu.